# Sierra Rancho Nuevo
Sierra Rancho Nuevo är en bergskedja i Mexiko.   Den ligger i delstaten Coahuila, i den centrala delen av landet, 700 km norr om huvudstaden Mexico City.